# منطقه ووچینگ
منطقه ووچینگ (به چینی: 武清区، به پین‌یین: Wǔqīng Qū) یک منطقهٔ شهرداری تابع شهر تیانجین، در جمهوری خلق چین است.

## خصوصیات
منطقه ووچینگ ۱٬۵۷۰ کیلومترمربع مساحت و ۸۴۰٬۰۰۰ نفر جمعیت دارد و ۹ متر بالاتر از سطح دریا واقع شده‌است.